# Ona Babonienė
Ona Babonienė (Spaknytė; *  22. Oktober 1950 in Rakava, Rajongemeinde Raseiniai) ist eine litauische sozialdemokratische Politikerin. 

## Leben
Von 1955 bis 1959 lernte Spaknytė in Rakava, von 1959 bis 1964 in Ginčaičiai. Nach dem Abitur 1967 an der 2. Mittelschule Raseiniai absolvierte sie von 1973 bis 1978 das Diplomstudium am Pedagoginis institutas in Šiauliai und von 1993 bis 1997 an der Pedagoginis universitetas in Vilnius. Von 1967 bis 1969 arbeitete Babonienė in Kalnujai, von 1969 bis 1974 in Pašaltuonis. Von 2000 bis 2004 war sie  Mitglied im Seimas. Von 2004 bis 2012 leitete sie das Jugendsportzentrum Litauens als Direktorin.
Ab 1990 war Babonienė Mitglied der Lietuvos socialdemokratų partija,  Moterų socialdemokračių sąjunga.  Von 1990 bis 1995 war sie  Deputatin, von 1995 bis 2003 und von 2011 bis 2015 Mitglied im Rat Raseiniai.